# 安妮特·霍恩
安妮特·霍恩（德語：Annette Hohn，1966年11月22日—），德国女子赛艇运动员。她曾代表德国参加1992年夏季奥林匹克运动会赛艇比赛，获得女子四人单桨无舵手铜牌。